# Eflorescencia (construcción)

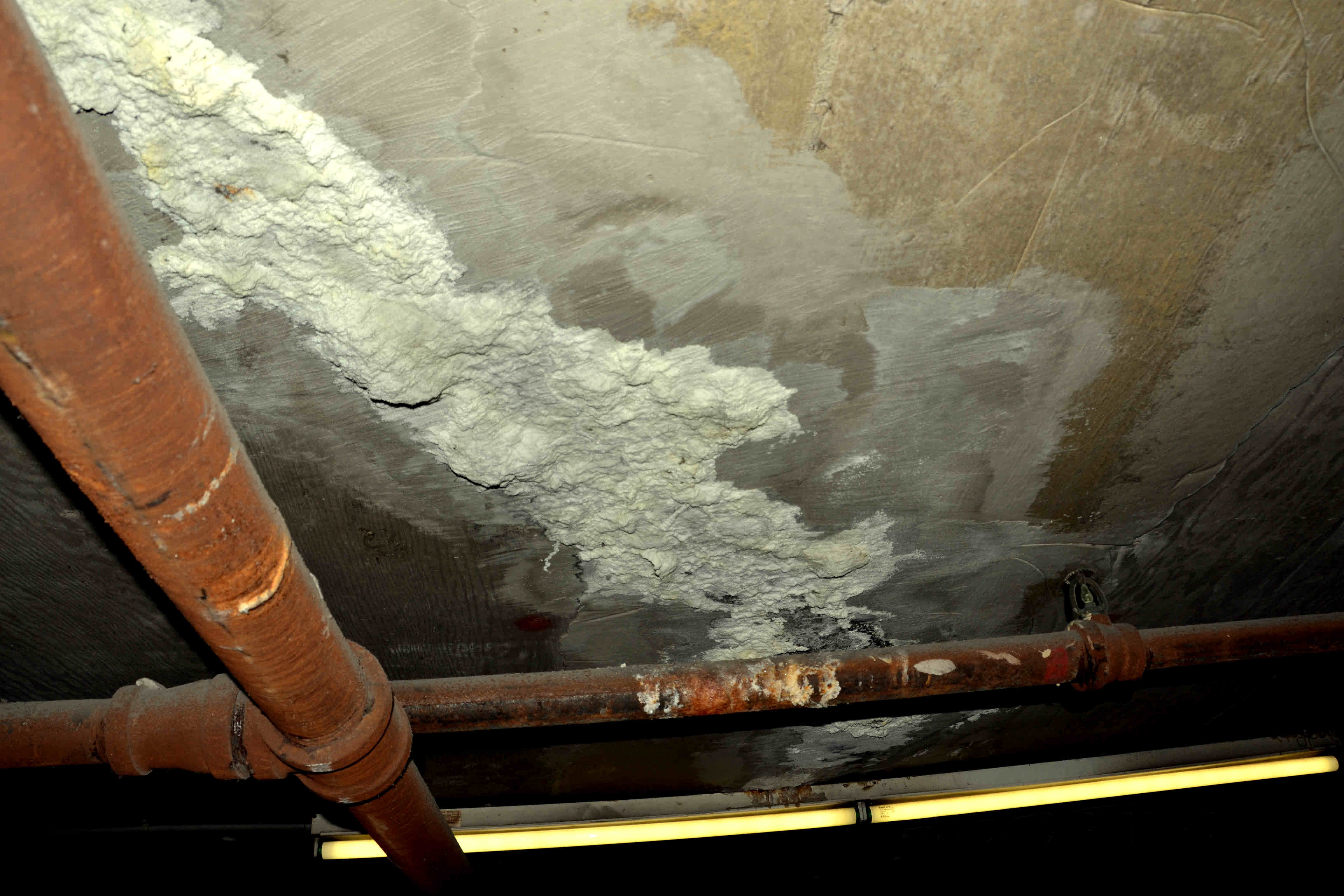
Eflorescencia en el techo de un sótano

La eflorescencia,  en el ámbito de la construcción, es la migración de diversas sales a la superficie de materiales porosos (ladrillos, hormigón u otros materiales utilizados en la construcción), donde se forma una capa de aspecto blanquecino. El agua de los cerramientos se evapora, lo que genera una recristalización de los materiales utilizados, que se manifiesta en una capa o mancha salina.
En muchos casos, la eflorescencia en la construcción solo supone un problema externo cosmético, pero a veces puede indicar debilidad estructural interna (migración/degradación de los materiales componentes). La eflorescencia puede obstruir los poros de los materiales, lo que, a la larga, genera la destrucción de esos materiales por la presión interna del agua.

## Causas
Las eflorescencias se producen por la presencia de uno de los siguientes fenómenos:
1- Sales en disolución en alguno de los elementos que compongan el cerramiento: Principalmente son los materiales porosos los susceptibles a contener sales solubles, como las obras de fábrica, los materiales pétreos, cerámicos, etc.
2- Presencia de humedad: La más habitual es la humedad infiltrada, aunque también puede surgir la humedad producida por condensación o por vertidos accidentales, y la procedente del suelo, cuando asciende por capilaridad. Otro motivo es el exceso de humedad de la obra. En este caso, la eflorescencia se produce en las primeras semanas, mientras se lleva a cabo el secado de la construcción.
3- Transporte de las sales a través de los materiales hasta que se produce la recristalización: La recristalización puede suceder en la superficie o en el interior del material, según la naturaleza de las sales, de la porosidad de los materiales y de las condiciones de evaporación. En caso de producirse en alguna oquedad de los materiales, se denomina fenómeno de criptoflorescencia.

## Tipos de eflorescencia
Básicamente, existen dos tipos de eflorescencias que se producen en la construcción: 

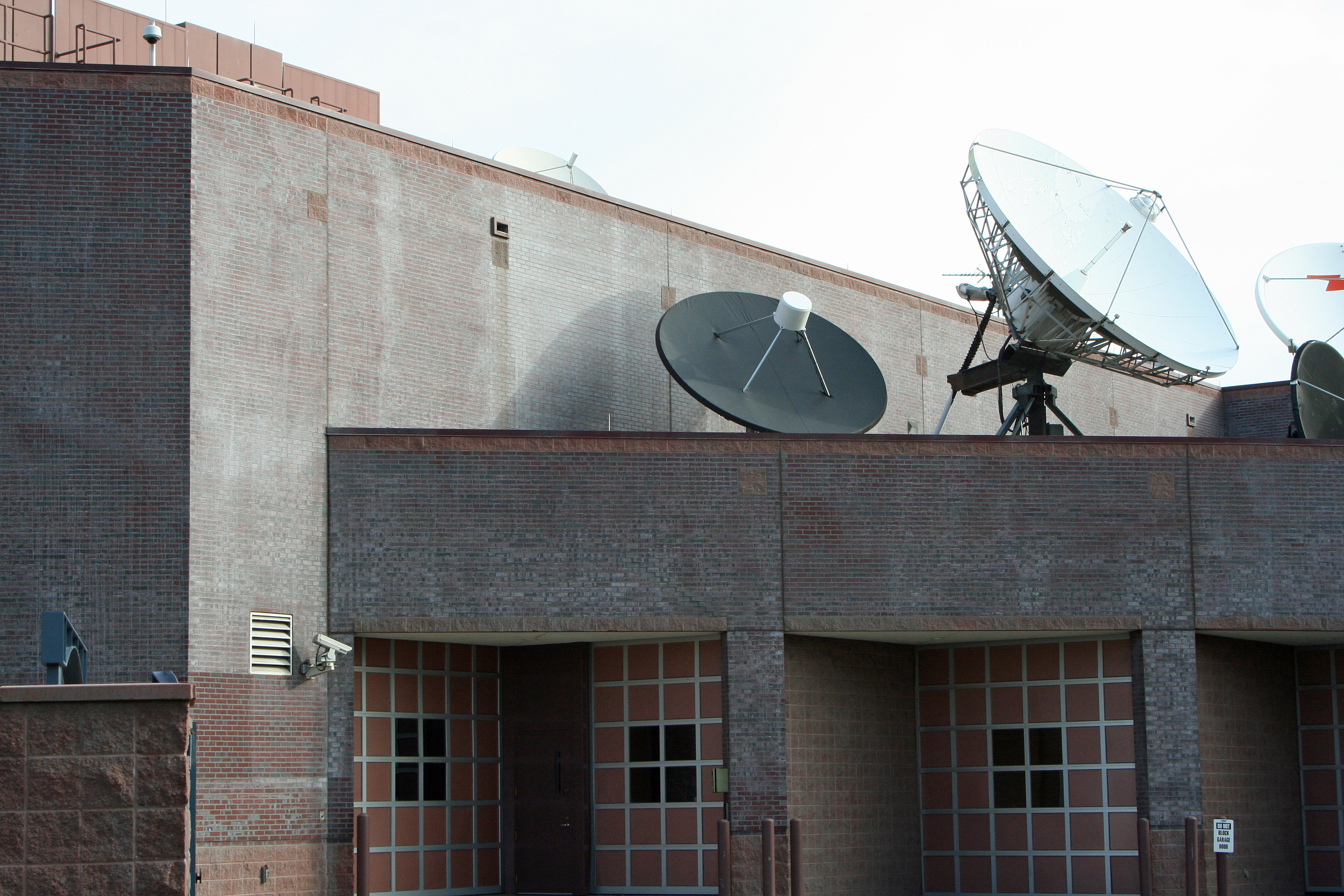
Pared deslucida como consecuencia de la eflorescencia primaria

- Primaria: La eflorescencia primaria es la que se produce durante el curado inicial de un producto cementicio. Es frecuente en construcciones de mampostería y en algunos morteros, cuando el agua utilizada en el amasado se desplaza a través de la estructura hasta alcanzar la superficie. A medida que el agua se evapora, deja atrás la sal, que forma un depósito blanco y esponjoso, que normalmente puede eliminarse con un cepillo. Los depósitos blancos resultantes, además de "eflorescencia", también reciben el nombre de "salitre". Dado que la eflorescencia primaria hace aflorar sales que normalmente no forman parte de la piedra de cemento, no es una preocupación estructural, sino estética. Para controlarla, se utilizan comúnmente formulaciones que contienen mezclas de ácidos grasos líquidos (por ejemplo, ácido oleico y ácido linoleico). [3]

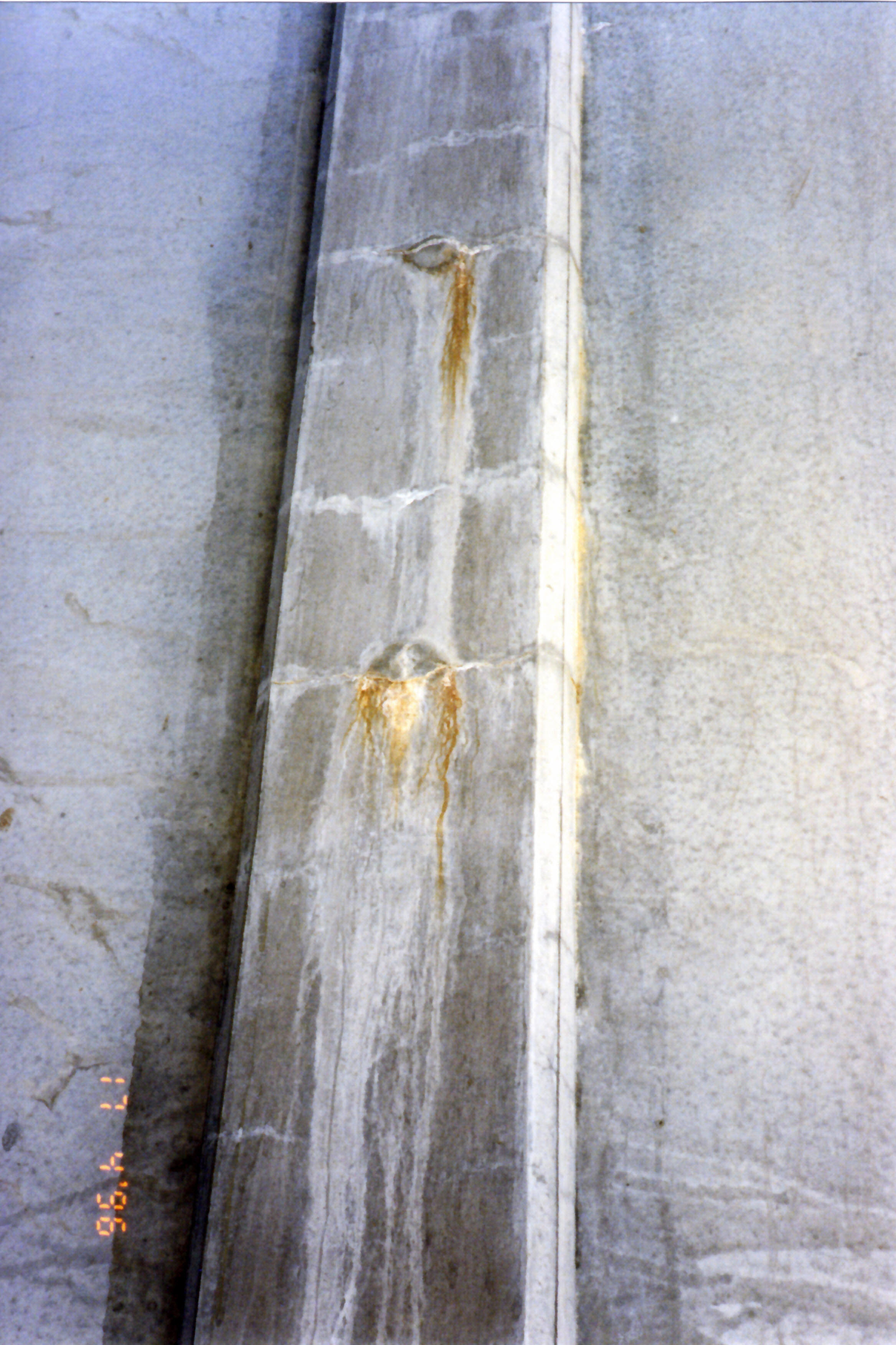
Eflorescencia secundaria debida a filtraciones de agua

- Secundaria: La eflorescencia secundaria no se produce como resultado del fraguado del cemento o de los productos de hidratación que la acompañan, sino que se debe a la influencia externa, como la ubicación en muy húmedas o lluviosas, o a la presencia de cloruros en el entorno. En general, tiene su origen en la porosidad de los materiales utilizados durante la construcción y en humedades permanentes, por lo que es más difícil de eliminar. Para controlar la eflorescencia secundaria, a menudo se añaden aditivos que contienen una dispersión de estearato de calcio (CSD) a base de agua en una etapa posterior del proceso de dosificación con el agua de mezcla.[3]